# کچانا
کچانا (به لاتین: Kechana) یک دهستان در نپال است که در بخش جاپا واقع شده‌است. کچانا ۴٬۴۲۰ نفر جمعیت دارد.